# Phasia nasuta
Phasia nasuta är en tvåvingeart som först beskrevs av Friedrich Hermann Loew 1852.  Phasia nasuta ingår i släktet Phasia och familjen parasitflugor. Inga underarter finns listade i Catalogue of Life.